# Atherigona soccata
Atherigona soccata este o specie de muște din genul Atherigona, familia Muscidae, descrisă de Camillo Rondani în anul 1871. Conform Catalogue of Life specia Atherigona soccata nu are subspecii cunoscute.